# Râul Mulidișu
Râul Mulidișu este un curs de apă, afluent al râului Măgura.

## Hărți
- Harta Munții Rodnei  Arhivat în 22 iulie 2020, la Wayback Machine.
- Harta Munții Rodnei